# 篁宗一
篁 宗一（たかむら そういち）は、日本の看護師、保健師、保健学者・看護学者（精神保健学・精神看護学）。学位は博士（保健学）（東京大学・2009年）。静岡県立大学看護学部教授・大学院看護学研究科教授。
三楽病院看護師、日本大学医学部付属練馬光が丘病院看護師、東京都北区役所保健師、鳥取大学医学部講師、東京医療保健大学医療保健学部講師、聖隷クリストファー大学看護学部教授などを歴任した。

## 来歴

### 生い立ち
社団法人である東京都教職員互助会が設置・運営する三楽病院にて、1995年7月より看護士として勤務した。その傍ら、東京医科歯科大学に進学し、医学部の保健衛生学科にて学んだ。1997年3月、東京医科歯科大学を卒業した。同年4月、日本大学医学部付属練馬光が丘病院に転じ、看護士として勤務した。1998年4月からは、北区役所にて保健士として勤務した。また、東京大学の大学院に進学し、医学系研究科にて学んだ。修士課程においては、大島巌の指導を受けた。2003年3月、東京大学の大学院における修士課程を修了した。なお、のちに大学教員となってからも大学院で学んでおり、2009年9月には東京大学の大学院における博士課程を修了した。それに伴い、博士（保健学）の学位を授与された。

### 研究者として
大学院修士課程修了後は、2003年4月に鳥取大学に採用され、医学部の助手に就任した。2005年4月には、鳥取大学にて医学部の講師に昇任した。なお、医学部においては、主として保健学科の講義を担当した。2008年10月、東京医療保健大学に転じ、医療保健学部の講師に就任した。2010年4月、聖隷クリストファー大学に転じ、看護学部の准教授に就任した。2014年4月には、聖隷クリストファー大学にて看護学部の教授に昇任した。2016年4月、静岡県立大学に転じ、看護学部の教授に就任した。看護学部においては、主として看護学科の講義を担当した。同時に、静岡県立大学の大学院においては、看護学研究科の教授を兼務することになった。看護学研究科においては、主として看護学専攻の講義を担当した。

## 研究
看護師や保健師としての勤務経験があることから、専門は保健学や看護学であり、特に精神保健学や精神看護学といった分野の研究に従事していた。具体的には、思春期や青年期におけるメンタルヘルスについて研究するとともに、学校でのメンタルヘルスに関するリテラシー教育について研究していた。また、地域における精神保健についても研究していた。高校生や大学生のメンタルヘルスについての専門書にて分担執筆を担うなど、自身の専門分野に纏わる学術書や専門書の執筆にも携わっていた。また、特定非営利活動法人である地域精神保健福祉機構が取り組んできた「学校メンタルヘルスリテラシー教育プログラムの開発、発展、実施・普及事業」に参画し、その一環として上松太郎、吉田光爾、大島巌とともに「効果的な学校メンタルヘルスリテラシー教育プログラム立ち上げ方、進め方ツールキット」を編纂した。
また、小学生や中学生に対し、メンタルヘルスの重要性について紹介する取り組みを続けてきた。たとえば、各地の小学校を巡回し、ストレスとの付き合い方について学ぶワークショップを展開してきた。また、各地の小学校を巡回し、心の病気は誰にでも起こり得ることや、辛いときは家族や専門家に相談する方法があることを伝える劇を上演してきた。さらに、各地の中学校においては、学校教育で精神疾患の知識を提供することで、精神障害の好発期に該当する中学生のメンタルヘルスのリテラシー向上を図る活動を展開した。
なお、学術団体としては、日本学校メンタルヘルス学会、日本公衆衛生学会、日本看護研究学会、日本精神保健看護学会、日本精神科看護協会、などに所属していた。日本学校メンタルヘルス学会においては、評議員を務めた。

## 人物
「心の病気には『自分は関係ない』とか『恥ずかしい』という見方も残っていますが、それはまちがい」と指摘し、心の病気は誰にでも起こり得るものであり、子供の頃から心との向き合い方について適切な知識を持ち、必要に応じて家族や専門家らに相談することが大切であると啓蒙している。

## 略歴
- 1995年7月 - 三楽病院看護師
- 1997年3月 - 東京医科歯科大学医学部保健衛生学科卒業
- 1997年4月 - 日本大学医学部付属練馬光が丘病院看護師
- 1998年4月 - 東京都北区役所保健師
- 2003年3月 - 東京大学大学院医学系研究科修士課程修了
- 2003年4月 - 鳥取大学医学部保健学科助手
- 2005年4月 - 鳥取大学医学部保健学科講師
- 2008年10月 - 東京医療保健大学医療保健学部講師
- 2009年9月 - 東京大学大学院医学系研究科博士課程修了
- 2010年4月 - 聖隷クリストファー大学看護学部准教授
- 2014年4月 - 聖隷クリストファー大学看護学部教授
- 2016年4月 - 静岡県立大学大学院看護学研究科・看護学部教授

## 著作

### 共著
- 金川克子編集『最新保健学講座』4巻、3版、メヂカルフレンド社、2011年。ISBN 9784839221744

### 分担執筆、寄稿、等
- 相澤和美・佐藤登代子・千葉信子編著『精神科訪問看護はじめてBOOK――これで大丈夫!』精神看護出版、2010年。ISBN 9784862940230
- 石川瞭子編著『高校生・大学生のメンタルヘルス対策』青弓社、2013年。ISBN 9784787233608
- 上島国利・渡辺雅幸・榊惠子編著『ナースの精神医学』改訂4版、中外医学社、2015年。ISBN 9784498075818
- 吉松和哉・小泉典章・川野雅資編集『精神看護学』1巻、6版、ヌーヴェルヒロカワ、2015年。ISBN 9784861740640
- 『燦々の太陽を求めて』19集、全国高等学校定時制通信制教育振興会、2015年。

### 註釈
1. 1 2  なお、看護士は、2002年に看護婦と統合され、看護師となった。
2. ↑  なお、日本大学医学部付属練馬光が丘病院は、2012年に練馬光が丘病院に改組された。
3. ↑  なお、保健士は、2002年に保健婦と統合され、保健師となった。